# When Evil Lurks
When Evil Lurks (Originaltitel: Cuando acecha la maldad) ist ein im Jahr 2023 erschienener Psycho-Horrorfilm des argentinischen Filmemachers Demián Rugna.

## Handlung
Als die Brüder Pedro und Jaime am Morgen in einem nahegelegenen Wald Schüsse hören, entdecken sie Überreste eines Mannes. Ihre Suche führt sie zu einer nahegelegenen Hütte, in der sich María Elena, eine ältere Frau, und ihre beiden Söhne verstecken. Der Älteste, Uriel, ist zu einem „Rotten“ geworden, einem Wesen, das von einem ungeborenen Dämon besessen ist und auf seine physische Geburt wartet. Bei der Leiche handelte es sich um die eines „Reinigers“, einer Person, die María Elena gerufen hatte, um Uriel zu töten und den Dämon abzutreiben, bevor er von anderen Besitz ergreifen kann.
Die Behörden tun den Dämon als nicht ihr Problem ab. Die Brüder wenden sich an den Landbesitzer Ruiz, der versucht, mit Uriel fertig zu werden, indem er den Besessenen außerhalb seines Landes absetzt. Nachdem sie einem kleinen Jungen auf der Straße knapp ausgewichen sind, stellen die drei Männer fest, dass Uriel dem Lastwagen entkommen ist. Ruiz erklärt die Angelegenheit für erledigt und kehrt nach Hause zurück. Am nächsten Morgen entdeckt Ruiz‘ schwangere Frau Jimena jedoch, dass eine ihrer Ziegen besessen ist. Entgegen ihrer Warnung, keine Waffen zu benutzen, weil sie dazu beitragen, den Dämon zu verbreiten, erschießt Ruiz das Tier, nur um unmittelbar von seiner Frau ermordet zu werden, die dann Selbstmord begeht, indem sie sich mehrmals mit der Axt auf den Kopf schlägt.
Am nächsten Morgen vereinbaren Jaime und Pedro, die Stadt zu verlassen, ihre Familienmitglieder mitzunehmen und in Sicherheit zu bringen. Jaime holt ihre Mutter, während Pedro zum Haus seiner Ex-Frau Sabrina geht. Dies führt zu einem Streit zwischen ihm, Sabrina und ihrem neuen Ehemann Leonardo, als Pedro versucht, seine beiden Kinder Jair und Santino abzuholen. Während sie durch den Streit abgelenkt sind, greift der Familienhund, der zuvor Pedros dämonenverschmutzte Kleidung abgeleckt hatte, Vicky, die Tochter von Leonardo und Sabrina, brutal an und zerrt sie nach draußen. Leonardo und Pedro jagen den Hund und ersterer erschießt ihn. Pedro kehrt zu Sabrina zurück, sieht aber, dass ihre Tochter unverletzt zurückgekehrt ist und Sabrina bedroht, also stiehlt Pedro ihr Auto. Als Pedro mit seinen Söhnen davonfährt, wird er Zeuge, wie Leonardo mit seinem Auto gegen Sabrina prallt, während Vicky tanzt.
Nachdem Pedro Jaime und seine Mutter abgeholt hat, verlässt die versammelte Familie die Stadt und kommt im Haus von Mirta an, einer ehemaligen Putzfrau und Freundin von Jaime, die sie zum Übernachten einlädt. Mirta warnt Jaime vor Jair, der autistisch ist und Anzeichen von Besessenheit aufweist, doch Jaime schenkt ihr keinen Glauben. Die besessene Untote Sabrina entführt Santino und Mirta rät Jaime, ihr nachzujagen, während sie und Pedro nach Uriel suchen, um die dämonische Plage zu beenden. Auf der Suche nach Sabrina entdeckt Jaime, dass sie Santino getötet hat, und überfährt sie in einem Anfall von Rage. Dabei kollidiert er mit einem Baum. Die Mutter der Brüder bleibt bei Mirta und wartet mit Jair, der ins Haus zurückkehrt ist und jetzt klar und ungehindert spricht.
Die Suche von Pedro und Mirta führt sie zu einem Schulhaus voller besessener Kinder, die das Paar dreist anlügen, um die dämonische Geburt zu ermöglichen. Das Paar findet Uriel unter der Bühne im kleinen Auditorium und Pedro versucht, ihn auszugraben, während Mirta die Dämonentötungsausrüstung aufbaut. Pedro verliert die Geduld und glaubt an die Lügen der Kinder über eine Feueraxt in der Nähe, die helfen könnte. Er rennt ins Büro, während Mirta schreit, er solle sie nicht alleine lassen. Während er weg ist, sperren die Kinder Pedro ein, töten Mirta und zerlegen die Ausrüstung. Wütend schlägt Pedro Uriel mit einem Teil der kaputten Ausrüstung zu Tode, doch es ist zu spät, um die Geburt zu verhindern. Der Dämon in Uriel wird bald darauf geboren, wirft seinen Leichnam ab und präsentiert sich einem besiegten Pedro. Nachdem er Pedro verspottet und verschont hat, geht der neugeborene Dämon hinaus in die Morgensonne, gefolgt von den Kindern.
Pedro, Jaime und Jair kehren nach Hause zurück. Jaime findet Uriels besessenen Bruder, der ihm erzählt, dass er den ursprünglichen Cleaner vor vier Tagen getötet und ihn verschlungen hat. Er verrät auch, dass er seiner Mutter in der Nacht zuvor dasselbe angetan hat und deutet an, dass Jaimes Mutter das gleiche Schicksal erlitten hat. Drinnen füttert Pedro Jair mit Eis, aber er fängt an zu würgen und hustet die Haare von Pedros Mutter aus, da Jair ebenfalls besessen war und Pedro unter dem Deckmantel seines Autismus getäuscht hat. Pedro geht nach draußen und bricht vor Trauer zusammen, da er alle außer Jaime verloren hat.

## Produktion
Die Dreharbeiten fanden im Jahr 2022 statt.

## Veröffentlichung
Der Film wurde beim 48. Toronto International Film Festival im Rahmen der Sektion „Midnight Madness“ uraufgeführt. Im Folgemonat erfolgte der Start im Kino und bei der US-amerikanischen Streaming-Plattform Shudder.

## Rezeption
Die Bewertungen fielen sowohl bei hauptberuflichen Filmkritikern als auch bei Hobbyfilmkritikern positiv aus.

## Auszeichnung
Im Jahr 2021 gewann das Drehbuch des Films den zweiten Platz bei der Sitges Pitchbox, einem internationalen Pitch-Event, das von Filmarket Hub und dem Sitges Film Festival veranstaltet wird.